# Ctenitis dumrongii
Ctenitis dumrongii là một loài thực vật có mạch trong họ Dryopteridaceae. Loài này được Tagawa & K. Iwats. miêu tả khoa học đầu tiên năm 1968.